# Assedio di Costantinopoli (626)
L'assedio di Costantinopoli del 626, fu combattuto dai Persiani sasanidi, alleatisi con gli Avari, contro i Romani d'oriente; la battaglia ebbe come esito la vittoria dell'Impero romano d'Oriente, che, grazie ad altre vittorie ottenute dall'imperatore Eraclio I (610-641), precedenti al 627, poté riconquistare Siria, Palestina, Egitto, Armenia e Mesopotamia, territori persi nei primi anni di guerra.

## Contesto
Nel 602 il centurione Foca rovesciò l'imperatore Maurizio, facendo uccidere il vecchio imperatore, con tutta la sua famiglia, e stabilendo un regno di terrore e di incompetenza, che portò l'impero romano d'oriente all'anarchia. Egli fece perseguitare gli ebrei, portò l'impero in un periodo di grave crisi finanziaria, ma soprattutto diede il pretesto con la sua usurpazione all'Imperatore sasanide Cosroe II di attaccare l'impero, non riuscendo poi ad opporre un'adeguata resistenza agli invasori persiani; ben presto Armenia e Mesopotamia caddero in mano persiana. Ma le sorti della guerra erano destinate a cambiare, infatti nel 610 Foca fu rovesciato, dal figlio del potente Esarca di Cartagine, Eraclio il Vecchio, Eraclio I. Il giovane Eraclio, era un generale di incredibile energia, ma questa energia era limitata dalla ancora poca esperienza sul campo di battaglia. I primi anni di regno di Eraclio furono disastrosi, infatti i Persiani conquistarono Siria, Palestina ed Egitto, devastando l'Anatolia. I Persiani giunsero addirittura a Calcedonia, a poche miglia da Costantinopoli. Per l'Impero la situazione sembrava disperata ma l'Imperatore non si diede per vinto e progettava la riscossa. Eraclio cambiò quindi l'assetto dell'esercito romano d'oriente, tentando di rinvigorire i suoi ranghi con truppe fresche, e facendo ritirare i soldati dispersi in varie città dell'impero, in modo da poter organizzare una controffensiva. Tuttavia, nonostante la sua offensiva in Armenia, Eraclio non fu in grado di fermare l'avanzata dei persiani, ed essi attraversarono l'Anatolia per poi stringere d'assedio Costantinopoli, difesa dal suo patriarca, Sergio I; la capitale era attaccata per via terra dagli Avari, e per via mare dai persiani, che si erano accampati in Calcedonia.

## Assedio

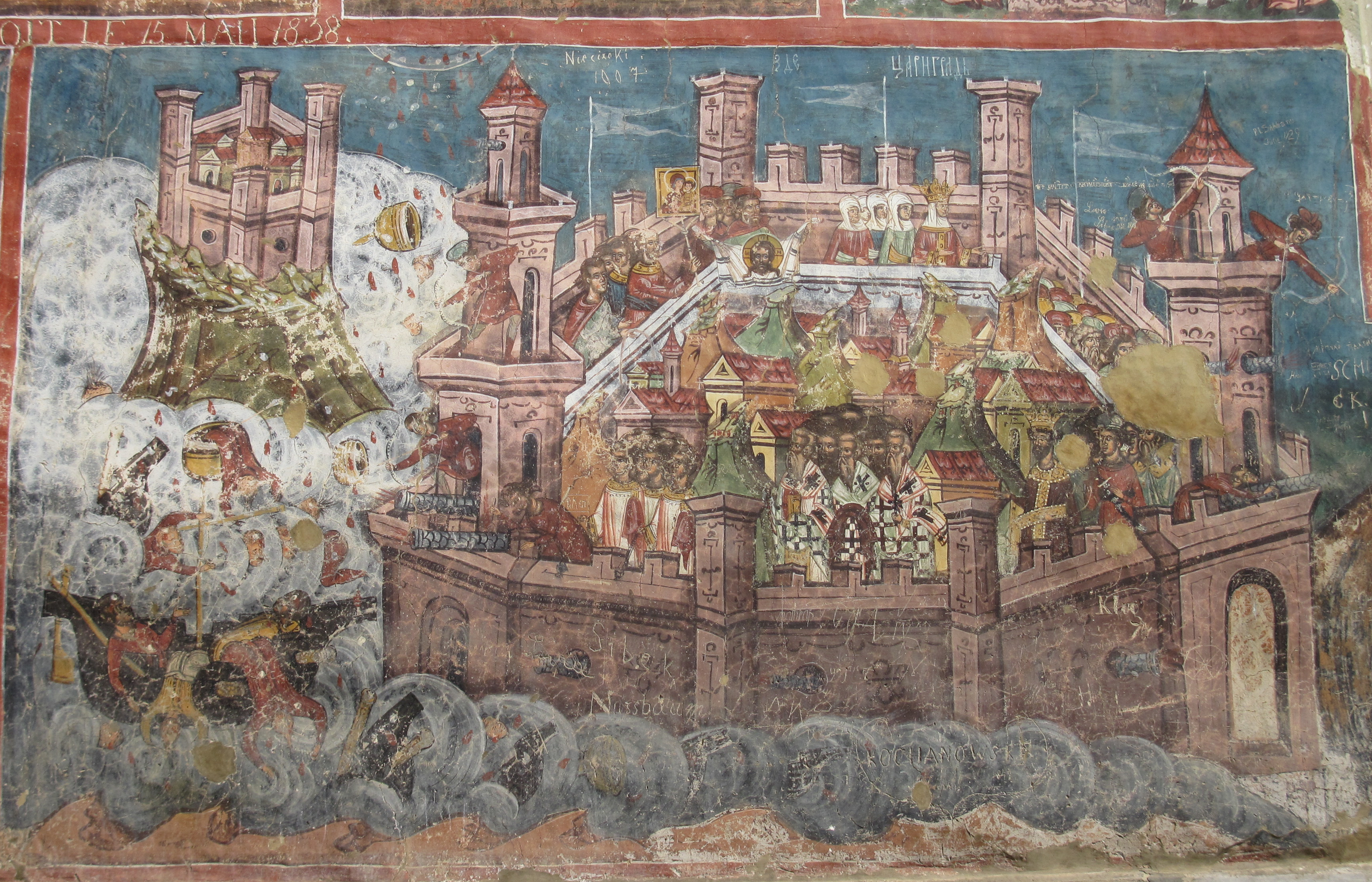
L'assedio raffigurato su una parete del Monastero di Moldovița, in Romania

Per l'assedio di Costantinopoli gli Avari avevano armato 80 000 soldati. Il patriarca Sergio I era rimasto l'unica autorità di rilievo nella capitale, vista la partenza verso l'Armenia dell'imperatore, insieme ai più importanti generali romani d'Oriente; dovette quindi organizzare la difesa della capitale. Per prima cosa radunò nella capitale praticamente tutti i soldati di cui l'impero disponeva in Europa. Intanto i Persiani, pur essendo in Calcedonia ancora prima della caduta di Foca, non avevano ancora tentato di assediare la città. Divenne chiaro agli abitanti della capitale che vi sarebbe stato un assedio, solamente quando gli Avari marciarono verso Costantinopoli; solo allora tutti capirono che le mura Teodosiane avrebbero dovuto sopportare la potenza di un assedio di grandi misure, che la capitale romana d'Oriente non aveva mai visto prima.
Fortunatamente Eraclio inviò in soccorso della capitale 12 000 soldati di cavalleria, che costituiva l'élite dell'esercito. La capitale superò l'assedio grazie anche al carisma del capo dei difensori, ossia Sergio, che incitò i propri uomini a difendere con forza la capitale contro gli infedeli. Gli Avari per via terra avevano subito grandi perdite senza ottenere risultati, quindi costruirono una flotta e insieme a quella persiana attaccarono per via mare la capitale, ma tutto ciò fu vano, perché le navi della flotta alleata furono praticamente tutte incendiate dai romani d'Oriente grazie al formidabile fuoco greco, e per questo gli assedianti fuggirono dalla capitale presi dal panico, pensando che Costantinopoli fosse protetta veramente da Dio.

## Conseguenze
Dopo aver liberato Costantinopoli dall'assedio, per l'Impero romano d'Oriente iniziò la riscossa: il generale Teodoro sconfisse l'esercito del generale persiano Shahin, mentre Eraclio ricominciò l'offensiva in Mesopotamia, riuscendo a sconfiggere un esercito persiano a Ninive. In seguito a questa vittoria, Eraclio marciò verso Ctesifonte, capitale dell'Impero sasanide ormai in preda all'anarchia, ma non la poté conquistare.
Nel frattempo Cosroe II era stato assassinato e gli eserciti invasori persiani rimpatriarono, lasciando i territori che avevano occupato. I Sasanidi furono costretti a firmare una pace, che prevedeva il ripristino dei confini a com'erano prima della guerra e la sottomissione della Persia all'impero, segnata attraverso un forte pagamento di tributi, e con la clausola che lo Shahanshah persiano doveva assoggettarsi alla reggenza dell'imperatore bizantino. Questa fu l'ultima guerra tra Bizantini e Sasanidi, visto che pochi anni dopo la Persia fu invasa e conquistata dagli Arabi, tanto che l'impero perse metà dei suoi territori a causa di questi ultimi.